# 赫連定
赫連 定（かくれん てい）は、五胡十六国時代の夏の第3代皇帝。
第2代皇帝赫連昌の弟。428年に赫連昌が北魏に捕らえられると即位して抵抗したが、430年には夏の領土をほとんど失った。431年、西方の北涼を攻撃して領土を確保しようとしたが、途中で吐谷渾の慕璝に裏切られて北魏に捕らえられ、夏は滅亡した。432年、北魏の太武帝に送られて処刑された。

## 生涯
武烈帝赫連勃勃の五男として生まれる。承光4年（428年）に兄の第2代皇帝赫連昌が北魏の太武帝拓跋燾に捕らえられたため、平涼に逃亡して即位した。そして各地の敗残兵を糾合し、北魏から関中全域及び統万城を除くオルドス地方の諸城を奪回した。
勝光3年（430年）、南朝宋と同盟が成立し、かつての都である統万城奪回に向かったが、北魏は逆にこれを破って侵攻し、平涼も陥落した。夏は瓦解し、赫連定は敗残兵を率いて上邽へ逃れた。
勝光4年（431年）1月、再起を図るため西へ進み、南安の西秦を攻めてこれを滅ぼし、ついで全軍を率いて北涼遠征を行った。しかし6月、夏軍が黄河を渡る途中で服属していた吐谷渾に襲われて軍は壊滅し、赫連定は北魏に捕らえられて夏は滅亡した。
延和元年（432年）、北魏によって殺された。

## 宗室
- 父：赫連勃勃（世祖）
- 兄：赫連昌